# كروان الماء صغير
كروان الماء صغير أو كراون غيطي صغير (الاسم العلمي: Numenius  phaeopus) (بالإنجليزية: Whimbrel)‏ هو طائر ينتمي إلى طيطوي وشنقب (فصيلة: Scolopacidae).